# Ma Yuehan

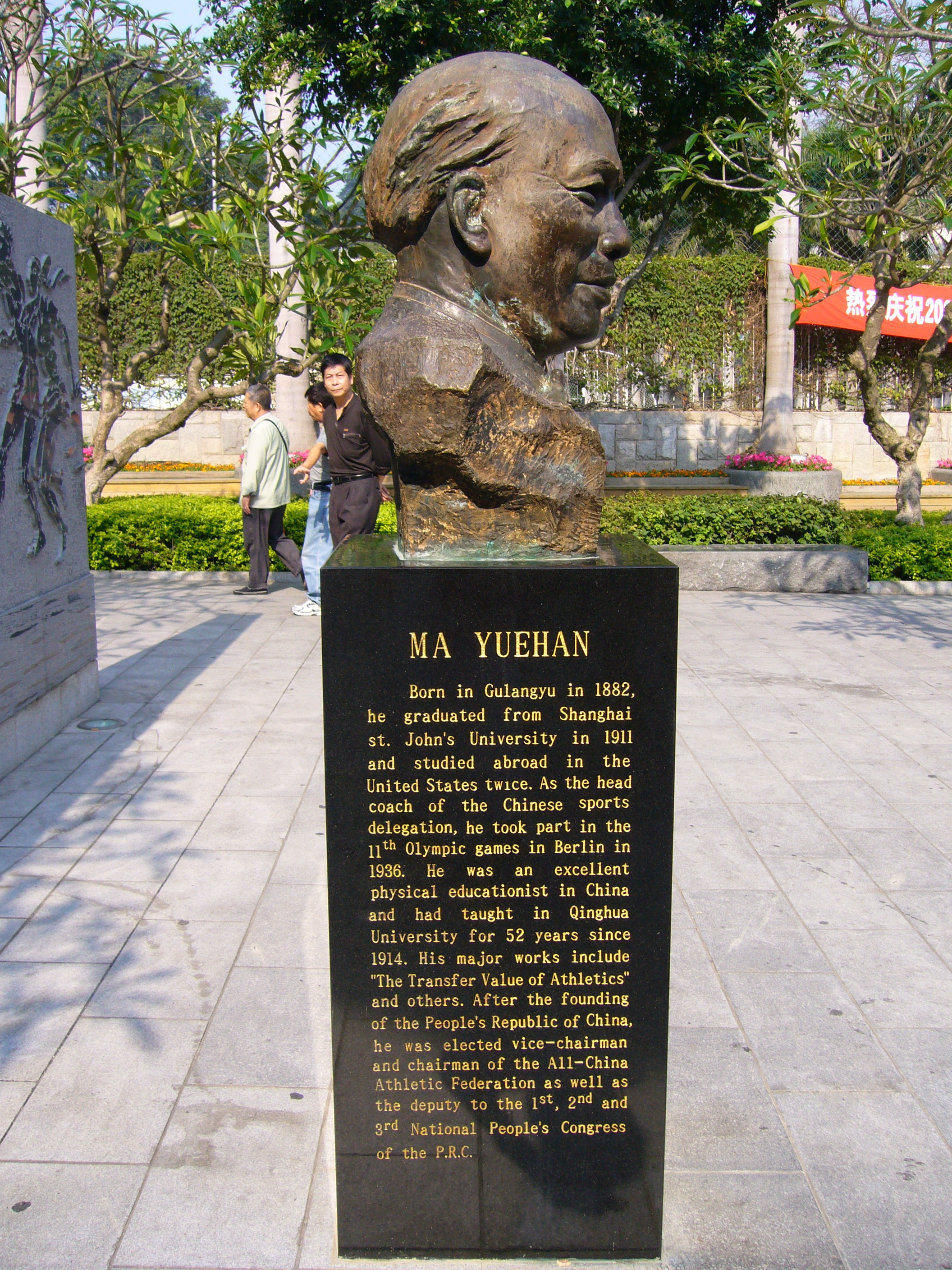
Bronzen monument in Gulangyu

Ma Yuehan (Chinees: 马约翰, Gulangyu, 1882 - Peking, 1966) was een van de eerste beroemde sportcoaches in China.

## Biografie
Ma studeerde medicijnen aan de Saint John's University in Shanghai en ging daarna naar de Verenigde Staten om zijn studie te vervolgen.
In 1914 gaf hij les aan de Tsinghua Universiteit en was daar de coach van het winnende voetbalelftal tijdens de kampioenschappen van Noord-China. In 1936 was hij de coach van de Chinese delegatie bij de 11de Olympische Spelen in Berlijn. Hij heeft 52 jaar voor de universiteit gewerkt.
Na de oprichting van de Volksrepubliek China werd hij gekozen tot voorzitter van de Atletische Federatie van China. Hij was verantwoordelijk voor de oprichting van sportscholen.